# كريستين نيغارد (لاعب كرة قدم)
كريستين نيغارد (بالدنماركية: Kristen Nygaard Kristensen)‏ (9 سبتمبر 1949 في الدنمارك - ) هو مدرب كرة قدم ولاعب كرة قدم دانمركي في مركز الهجوم، شارك في الألعاب الأولمبية الصيفية 1972. وشارك مع منتخب الدنمارك تحت 21 سنة لكرة القدم ومنتخب الدنمارك لكرة القدم. أما مع النوادي، فقد لعب مع إي زد ألكمار ونيم أولمبيك وE.S. Gallia Club d'Uzès ‏.

## وصلات خارجية
- كريستين نيغارد على موقع الاتحاد الأوربي (الإنجليزية)
- كريستين نيغارد على موقع قاعدة بيانات كرة القدم.إي يو (الإنجليزية)
- كريستين نيغارد على موقع ناشيونال فوتبول تيمز (الإنجليزية)
- كريستين نيغارد على موقع أوليمبيديا (الإنجليزية)